# Kradolf-Schönenberg
Kradolf-Schönenberg är en kommun i distriktet Weinfelden i kantonen Thurgau, Schweiz. Kommunen har 3 899 invånare (2023).
| Namn                    | Folkmängd 31 december 2018 |
| ----------------------- | -------------------------- |
| Buhwil                  | 327                        |
| Kradorf                 | 1 438                      |
| Neukirch an der Thur    | 459                        |
| Schönenberg an der Thur | 1 360                      |